# EEF2KMT
EEF2KMT (англ. Eukaryotic elongation factor 2 lysine methyltransferase) – білок, який кодується однойменним геном, розташованим у людей на 16-й хромосомі. Довжина поліпептидного ланцюга білка становить 330 амінокислот, а молекулярна маса — 36 915.
| 10         |  | 20         |  | 30         |  | 40         |  | 50         |
| ---------- |  | ---------- |  | ---------- |  | ---------- |  | ---------- |
| MAPEENAGTE |  | LLLQSFERRF |  | LAARTLRSFP |  | WQSLEAKLRD |  | SSDSELLRDI |
| LHKTVKHPVC |  | VKHPPSVKYA |  | RCFLSELIKK |  | HEAVHTEPLD |  | ELYEALAETL |
| MAKESTQGHR |  | SYLLPSGGSV |  | TLSESTAIIS |  | YGTTGLVTWD |  | AALYLAEWAI |
| ENPAVFTNRT |  | VLELGSGAGL |  | TGLAICKMCR |  | PRAYIFSDCH |  | SRVLEQLRGN |
| VLLNGLSLEA |  | DITAKLDSPR |  | VTVAQLDWDV |  | ATVHQLSAFQ |  | PDVVIAADVL |
| YCPEAIMSLV |  | GVLRRLAACR |  | EHQRAPEVYV |  | AFTVRNPETC |  | QLFTTELGRA |
| GIRWEVEPRH |  | EQKLFPYEEH |  | LEMAMLNLTL |  |            |  |            |

A: Аланін

C: Цистеїн

D: Аспарагінова кислота

E: Глутамінова кислота

F: Фенілаланін

G: Гліцин

H: Гістидин

I: Ізолейцин

K: Лізин

L: Лейцин

M: Метіонін

N: Аспарагін

P: Пролін

Q: Глутамін

R: Аргінін

S: Серин

T: Треонін

V: Валін

W: Триптофан

Кодований геном білок за функціями належить до трансфераз, метилтрансфераз. 
Задіяний у таких біологічних процесах, як ацетилювання, альтернативний сплайсинг. 
Білок має сайт для зв'язування з S-аденозил-L-метіоніном. 
Локалізований у цитоплазмі.